# Okręg Béthune
Okręg Béthune (fr. Arrondissement de Béthune) – okręg w północnej Francji. Populacja wynosi 280 tysięcy.

## Podział administracyjny
W skład okręgu wchodzą następujące kantony:
- Auchel,
- Barlin,
- Béthune-Est,
- Béthune-Nord,
- Béthune-Sud,
- Bruay-la-Buissière,
- Cambrin,
- Divion,
- Douvrin,
- Houdain,
- Laventie,
- Lillers,
- Nœux-les-Mines,
- Norrent-Fontes.